# Cassia tomentella
Cassia tomentella är en ärtväxtart som först beskrevs av George Bentham, och fick sitt nu gällande namn av Karel Domin. Cassia tomentella ingår i släktet Cassia och familjen ärtväxter. Inga underarter finns listade i Catalogue of Life.